# شهرستان لسومپسیون
شهرستان لسومپسیون (به انگلیسی: L'Assomption Regional County Municipality) یک منطقهٔ مسکونی در کانادا است که در ناحیه لانودییر واقع شده‌است. شهرستان لسومپسیون ۲۸۵٫۴۰ کیلومتر مربع مساحت و ۱۱۹٬۸۴۰ نفر جمعیت دارد.